# Rue de Versailles (Ville-d'Avray)
La rue de Versailles est une voie de circulation de Ville-d'Avray, dans les Hauts-de-Seine. Elle suit le tracé de l'ancienne route nationale 185, aujourd'hui route départementale 985.

## Situation et accès

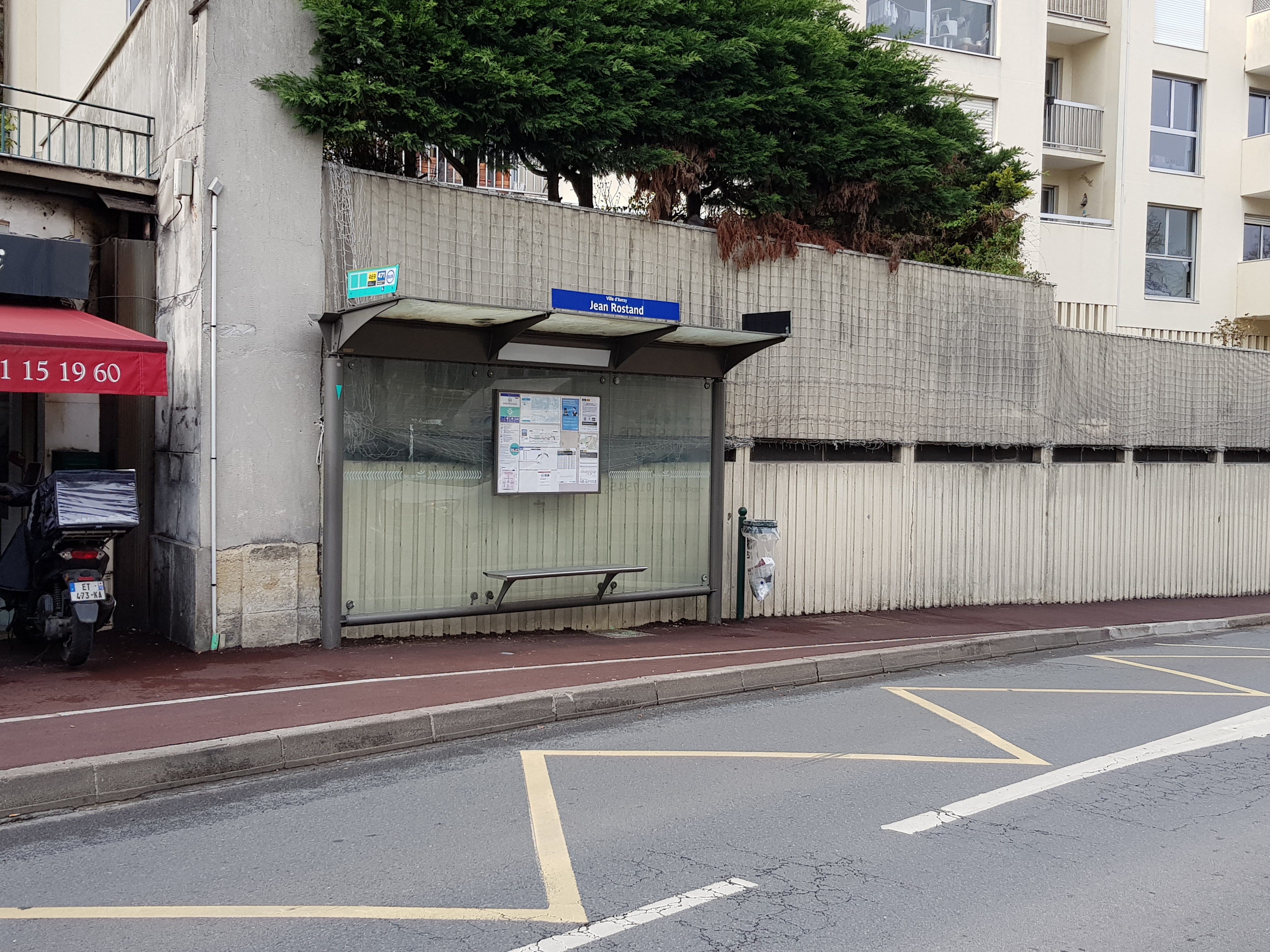
Arrêt d'autobus Jean Rostand - Direction Versailles, mars 2022.

Cette rue part de la limite de Versailles, en haut de la côte de Picardie, au croisement de la route du Cordon du Nord, appelé carrefour de Fausses-Reposes. Elle traverse la forêt de Fausses-Reposes, puis se termine dans l'axe de la rue de Saint-Cloud. L'essentiel de cette voie est arborée, bien que des projets urbains récents gagnent sur la forêt, mettant en péril d'anciennes bâtisses.

## Origine du nom

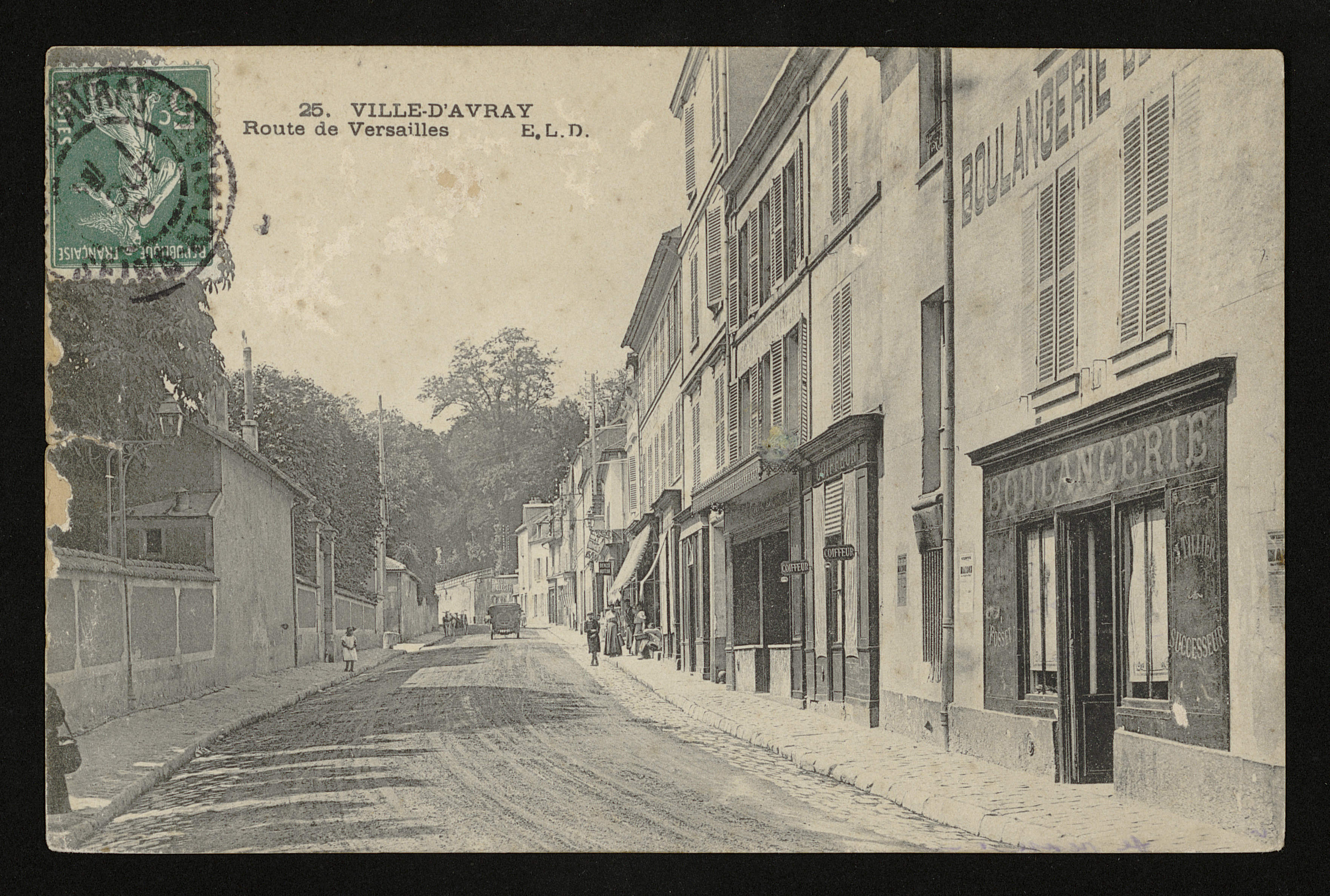
La route de Versailles vers 1900.

Le nom de cette rue provient de la ville de Versailles, à laquelle elle mène,.

## Historique

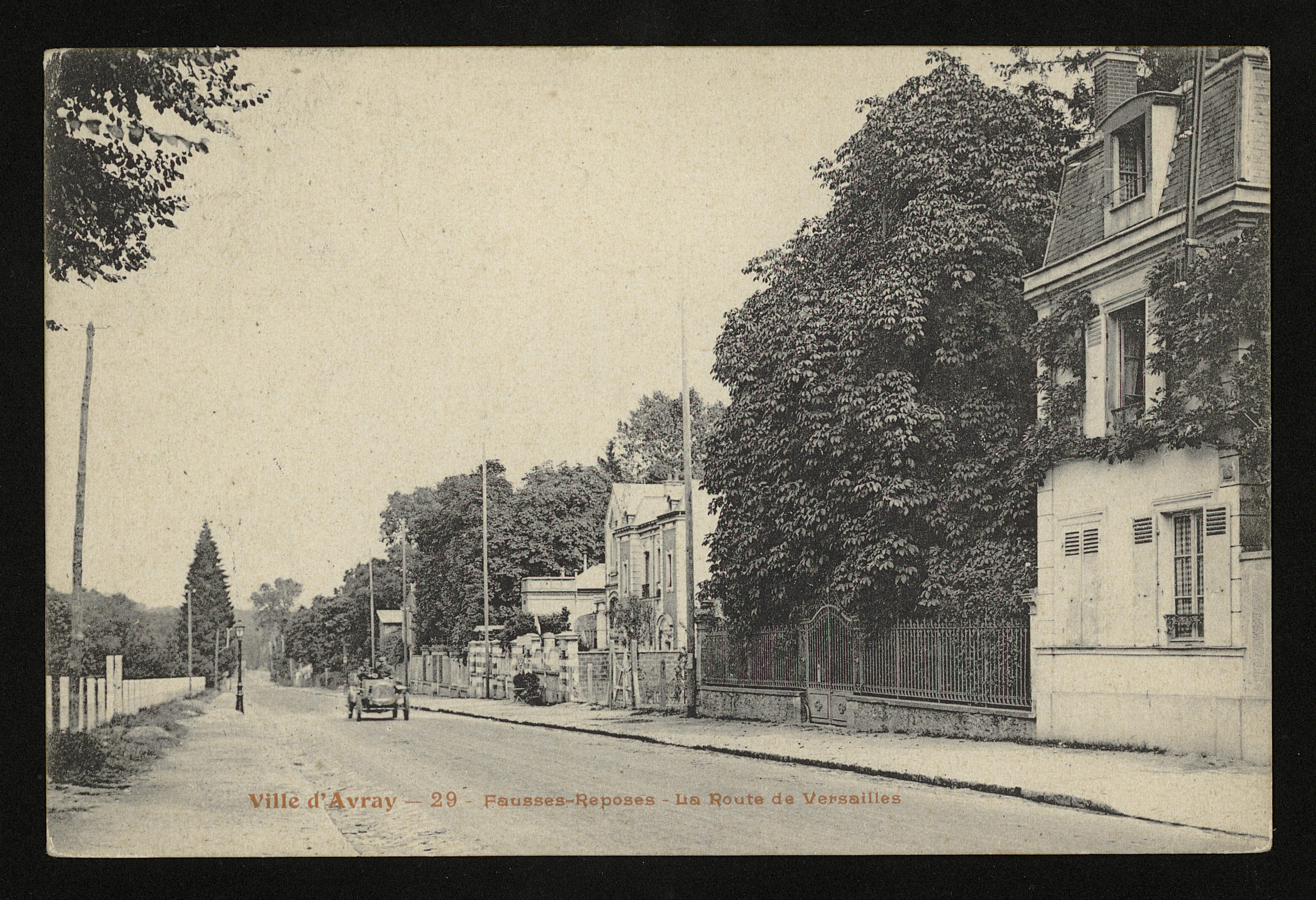
Carte postale de Ville-d'Avray - Route de Versailles - Fausses-Reposes.

Cette route faisait partie des deux grands axes qui joignaient Versailles à Paris.

## Bâtiments remarquables et lieux de mémoire

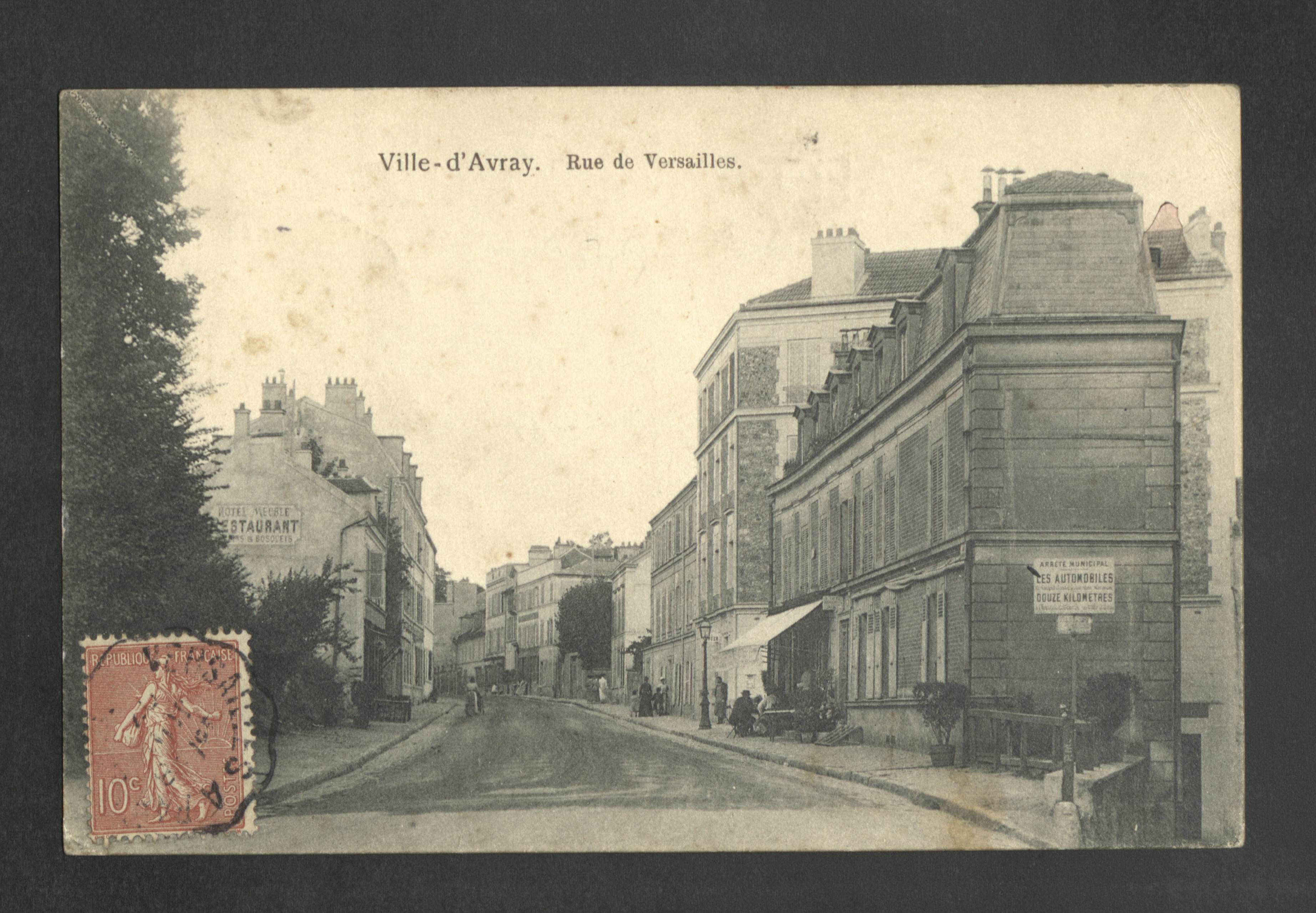
Ville-d'Avray - Rue de Versailles.

- Le chanteur Boris Vian y est né, au no 41[4]. Cette villa fut par la suite louée au violoniste Yehudi Menuhin[5].
- Étangs de Corot[6].
- Le no 147 marque l'endroit précis de la ligne d'arrivée du premier Tour de France remporté en 1903 par Maurice Garin[7].